# Phyllanthus denticulatus
Phyllanthus denticulatus är en emblikaväxtart som beskrevs av Jean F.Brunel. Phyllanthus denticulatus ingår i släktet Phyllanthus och familjen emblikaväxter.
Artens utbredningsområde är Uganda. Inga underarter finns listade i Catalogue of Life.